# La Chapelle-Saint-Étienne
La Chapelle-Saint-Étienne és un municipi francès situat al departament de Deux-Sèvres i a la regió de la Nova Aquitània. L'any 2007 tenia 326 habitants.

## Demografia

### Població
El 2007 la població de fet de La Chapelle-Saint-Étienne era de 326 persones. Hi havia 147 famílies de les quals 37 eren unipersonals (29 homes vivint sols i 8 dones vivint soles), 57 parelles sense fills, 37 parelles amb fills i 16 famílies monoparentals amb fills.
La població ha evolucionat segons el següent gràfic:
Habitants censats

### Habitatges
El 2007 hi havia 179 habitatges, 143 eren l'habitatge principal de la família, 24 eren segones residències i 12 estaven desocupats. 175 eren cases i 4 eren apartaments. Dels 143 habitatges principals, 112 estaven ocupats pels seus propietaris, 26 estaven llogats i ocupats pels llogaters i 4 estaven cedits a títol gratuït; 1 tenia dues cambres, 16 en tenien tres, 36 en tenien quatre i 90 en tenien cinc o més. 129 habitatges disposaven pel capbaix d'una plaça de pàrquing. A 72 habitatges hi havia un automòbil i a 60 n'hi havia dos o més.

### Piràmide de població
La piràmide de població per edats i sexe el 2009 era:
| Homes | Edats   | Dones |
| ----- | ------- | ----- |
| 0     | 95 o +  | 0     |
| 0     | 90 a 94 | 0     |
| 4     | 85 a 89 | 4     |
| 4     | 80 a 84 | 0     |
| 8     | 75 a 79 | 16    |
| 24    | 70 a 74 | 20    |
| 8     | 65 a 69 | 12    |
| 4     | 60 a 64 | 12    |
| 16    | 55 a 59 | 4     |
| 0     | 50 a 54 | 8     |
| 12    | 45 a 49 | 8     |
| 24    | 40 a 44 | 16    |
| 20    | 35 a 39 | 8     |
| 0     | 30 a 34 | 12    |
| 8     | 25 a 29 | 4     |
| 24    | 20 a 24 | 8     |
| 12    | 15 a 19 | 4     |
| 16    | 10 a 14 | 4     |
| 12    | 5 a 9   | 4     |
| 12    | 0 a 4   | 4     |

## Economia
El 2007 la població en edat de treballar era de 207 persones, 149 eren actives i 58 eren inactives. De les 149 persones actives 132 estaven ocupades (76 homes i 56 dones) i 16 estaven aturades (7 homes i 9 dones). De les 58 persones inactives 22 estaven jubilades, 14 estaven estudiant i 22 estaven classificades com a «altres inactius».

### Ingressos
El 2009 a La Chapelle-Saint-Étienne hi havia 134 unitats fiscals que integraven 316 persones, la mediana anual d'ingressos fiscals per persona era de 13.632 €.

### Activitats econòmiques
Dels 6 establiments que hi havia el 2007, 1 era d'una empresa de fabricació de material elèctric, 4 d'empreses de construcció i 1 d'una empresa de serveis.
Dels 4 establiments de servei als particulars que hi havia el 2009, 1 era un paleta, 2 fusteries i 1 electricista.
L'any 2000 a La Chapelle-Saint-Étienne hi havia 33 explotacions agrícoles que ocupaven un total de 1.352 hectàrees.

## Equipaments sanitaris i escolars
El 2009 hi havia una escola elemental integrada dins d'un grup escolar amb les comunes properes formant una escola dispersa.

## Poblacions més properes
El següent diagrama mostra les poblacions més properes.